# Арифметичний рід
У математиці арифметичний рід алгебраїчного многовиду є одним із небагатьох можливих узагальнень роду алгебраїчної кривої чи поверхні Рімана . 

## Комплексні проективні різноманітності
Арифметичний рід комплексної множини розмірності n може бути визначений як комбінація чисел Ходжа, а саме 
p a = h n, 0 − h n − 1, 0 + ... + ( − 1) n − 1 h 1, 0 .
Коли n = 1 у нас є закономірність чи відображення між  χ and p_a?[прояснити]  χ = 1 − g, де g - звичайне (топологічне) значення роду поверхні, тому визначення тотожні. 

## Келерові колектори
Використовуючи h p, q = h q, p для компактних многовидів Келера, це можна переформулювати як характеристику Ейлера в когерентній когомології для структурної зв'язки {\displaystyle {\mathcal {O}}_{M}} : 
{\displaystyle p_{a}=(-1)^{n}(\chi ({\mathcal {O}}_{M})-1).\,}
Таким чином, це визначення може бути застосоване до деяких інших локально окільцеваних просторів . 

## Дивись також
- Рід (математика)
- Геометричний рід

## Подальше читання
- Hirzebruch, Friedrich (1995). Topological methods in algebraic geometry. Classics in Mathematics (вид. Reprint of the 2nd, corr. print. of the 3rd). Berlin: Springer-Verlag. ISBN 3-540-58663-6. Zbl 0843.14009.